# Monolena lanceolata
Monolena lanceolata är en tvåhjärtbladig växtart som beskrevs av Antonio Lorenzo Uribe Uribe. Monolena lanceolata ingår i släktet Monolena och familjen Melastomataceae.
Artens utbredningsområde är Colombia. Inga underarter finns listade i Catalogue of Life.